# Pomadasys macracanthus
 Pomadasys macracanthus és una espècie de peix de la família dels hemúlids i de l'ordre dels perciformes.

## Morfologia
Els mascles poden assolir els 37 cm de longitud total.

## Distribució geogràfica
Es troba des de Mèxic fins a l'Equador.